# Walk Like a Nubian
Walk Like a Nubian er et studiealbum udgivet af den nubiske sanger og dirigent Ali Hassan Kuban. Albummet er produceret af Sabah Habas Mustapha og indspillet 1991 hos Lunapark Studio i Berlin i Tyskland, og efter-produceret og remastered hos Audio Studio i Berlin i Tyskland af Florian Hetze.

## Personel
- Mohammad Laziz Fathi – Bongotromme, tar, tombana, riq og kor.
- Romani Krishna – El-bas.
- Hassan Mahmoud – Darbuka, dohollah, tar og kor.
- Hassan Makky – Keyboards, harmonika.
- Ahmad "Al Sa'idi" – Altsaxofon.
- Abdel Razik Abdallah – Tenorsaxofon og kor.
- Nasreldin Shalaly – Tar og kor.
- Ali Hassan Kuban – Tar og vokal.

## Sporliste
Alle sange skrevet og komponeret af Ali Hassan Kuban. 
| Nr.           | Titel                         | Længde |
| ------------- | ----------------------------- | ------ |
| 1.            | "Om Sha'ar Asmar Medaffar"    | 7:41   |
| 2.            | "Habibi"                      | 4:19   |
| 3.            | "Al Ghazal"                   | 4:50   |
| 4.            | "Ya Waladi"                   | 5:21   |
| 5.            | "Werwek Moshkoburungo"        | 4:13   |
| 6.            | "Gure Na Imi"                 | 4:14   |
| 7.            | "Henna"                       | 3:55   |
| 8.            | "Yoyo Kilili, Annissa Kilili" | 6:31   |
| 9.            | "Artasu Nartasu"              | 5:41   |
| 10.           | "Bettitogor Agil"             | 7:36   |
| 11.           | "Tamin Qalbak Ya Habibi"      | 5:22   |
| 12.           | "Ya Nubiyyah"                 | 4:57   |
| Total længde: | Total længde:                 | 65:03  |